# جائزة غرامي لأفضل ألبوم راب
جائزة الغرامي لأفضل ألبوم راب (بالإنجليزية: Grammy Award for best Rap album)‏ هي جائزة تقدمها الأكاديمية الوطنية لتسجيل الفنون والعلوم (NARAS) سنويا ضمن حفل توزيع جوائز الغرامي،لأفضل ألبوم راب.بدأ العمل بالجائزة لأول مرة في سنة 1989 خلال النسخة 31 من الجائزة.